# Musée Missisquoi
Le musée Missisquoi est un musée québécois situé dans la municipalité de Stanbridge East. Sa mission est de préserver, diffuser et mettre en valeur l'histoire du comté de Missisquoi. Il comporte, en 2012, trois sites répartis à Stanbridge East et à Saint-Ignace-de-Stanbridge.

## Sites
- Moulin Cornell (site principal, converti en juillet 1964) (45° 07′ 16″ N, 72° 54′ 55″ O)
- Grange Alexander-Solomon-Walbridge (convertie en musée en mai 2010) (45° 09′ 10″ N, 72° 59′ 18″ O)
- Magasin Général Hodge (converti en musée en septembre 2012) (45° 07′ 14″ N, 72° 54′ 48″ O)